# Фотіс Кафатос
Фотіс Кафатос (грец. Φώτης Καφάτος, 1940, Іракліон — 18 листопада 2017) — грецький біолог, піонер в галузі молекулярного клонування і геноміки. Також здійснив значний внесок у вивчення малярії. В період 2008—2010 років — перший президент Європейської дослідницької ради, від 2010 року — почесний директор Ради.

## Біографічні відомості
Фотіс Кафатос народився і виріс в Іракліоні. Навчався у школі Кораїса. Батько прищеплював синам Костасу та Міносу любов до археології, і щонеділі відвідував із ними Археологічний музей Іракліону. Тому Костас початково мріяв стати археологом, однак вже у віці 14 років вирішив, що вивчатиме біологію. Серед друзів батька, з якими спілкувались і хлопчики, були Нікос Казандзакіс та його дружина Галатея Казандзакі.
Щойно закінчивши школу, отримав стипендію для здобуття освіти в США. Отримав ступінь бакалавра в Корнельському університеті. 1965 року здобув ступінь Ph.D. в Гарвардському університеті, у віці 25 років, ставши наймолодшим доктором Гарварда. Працював на посаді доцента, а потім професора та завідувача кафедрою клітинної та еволюційної біології Гарвардського університету. Став професором біології в Університеті Афін і в університеті Криту, директором Інституту молекулярної біології та біотехнології в Іракліоні і в період з 1993 по 2005 рік — директором Європейської молекулярно-біологічної лабораторії. Від 2005 року — професор в Імперському коледжі в Лондоні. З 2008 року по 1 березня 2010 року був першим президентом Європейської дослідницької ради. Від 2010 року залишився почесним президентом Ради.
Почесний професор Гейдельберзького університету, член Лондонського королівського товариства, Папської академії наук, Французької академії наук, Національної академії наук США (з 1982 року). 2008 року на знак визнання його внеску у розвиток медико-біологічних досліджень в Європі удостоєний 25-го ювілейного спеціального призу від Фонду Луї-Жана.